# Börje
Börje ist ein schwedischer männlicher Vorname. Eine weibliche Form ist nicht gebräuchlich. Der Name Börje ist eine Nebenform von Birger. Er bedeutet so viel wie Schützer und Helfer.
Der Namenstag ist am 21. Oktober.

## Namensträger
- Börje Ahlstedt (* 1939), schwedischer Schauspieler und Regisseur
- Börje Forsberg (1944–2017), schwedischer Labelbesitzer, Schlagzeuger und Musikproduzent
- Börje Holmberg (1924–2021), schwedischer Pädagoge
- Börje Jansson (* 1942), schwedischer Motorradrennfahrer
- Börje Salming (1951–2022), schwedischer Eishockeyspieler
- Börje Tapper (1922–1981), schwedischer Fußballspieler
- Börje Vestlund (1960–2017), schwedischer Politiker

- Lars-Börje Eriksson (* 1966), schwedischer Skirennläufer